# Coupe d'Europe des vainqueurs de coupe de football 1984-1985
Navigation
Coupe des coupes 1983-1984 Coupe des coupes 1985-1986
La Coupe d'Europe des vainqueurs de coupe 1984-1985 voit le sacre du club anglais d'Everton, qui bat les Autrichiens du Rapid Vienne lors de la finale disputée au Stade de Feyenoord de Rotterdam.
C'est la première Coupe des coupes remportée par le club d'Everton, qui est le cinquième club anglais sacré en Coupe des Coupes. Quant au Rapid Vienne, c'est le second club autrichien à atteindre la finale après celle disputée par l'Austria Vienne en 1978.
Trois joueurs se partagent le titre de meilleur buteur avec cinq réalisations. Il s'agit du Soviétique Valeri Gazzaev du Dinamo Moscou, de l'Écossais Andy Gray d'Everton et du Tchécoslovaque Antonín Panenka du Rapid Vienne.
Le tenant du trophée, la Juventus, ne défend pas son titre car le club est engagé en Coupe des clubs champions cette saison après son titre de champion d'Italie la saison dernière.

## Seizièmes de finale
| Équipe 1             | Résultat | Équipe 2         | Aller | Retour |
| -------------------- | -------- | ---------------- | ----- | ------ |
| Bayern Munich        | 6 - 2    | Moss FK          | 4 - 1 | 2 - 1  |
| AFD Trakia Plovdiv   | 5 - 1    | US Luxembourg    | 4 - 0 | 1 - 1  |
| AS Rome              | 1 - 0    | Steaua Bucarest  | 1 - 0 | 0 - 0  |
| Wrexham AFC          | 4 - 4    | FC Porto         | 1 - 0 | e3 - 4 |
| TJIS Bratislava      | 2 - 1    | Kuusysi Lahti    | 2 - 1 | 0 - 0  |
| UC Dublin            | 0 - 1    | Everton          | 0 - 0 | 0 - 1  |
| Kjøbenhavns Boldklub | 0 - 3    | Fortuna Sittard  | 0 - 0 | 0 - 3  |
| Wisła Cracovie       | 7 - 3    | ÍB Vestmannaeyja | 4 - 2 | 3 - 1  |
| Malmö FF             | 3 - 4    | Dynamo Dresde    | 2 - 0 | 1 - 4  |
| FC Metz              | 6 - 5    | FC Barcelone     | 2 - 4 | 4 - 1  |
| Rapid Vienne         | 5 - 2    | Beşiktaş         | 4 - 1 | 1 - 1  |
| La Gantoise          | 1 - 3    | Celtic Glasgow   | 1 - 0 | 0 - 3  |
| Siófoki Bányász      | 1 - 3    | AEL Larissa      | 1 - 1 | 0 - 2  |
| APOEL Nicosie        | 1 - 6    | Servette FC      | 0 - 3 | 1 - 3  |
| Dynamo Moscou        | 6 - 2    | HNK Hajduk Split | 1 - 0 | 5 - 2  |
| Ballymena United     | 1 - 3    | Ħamrun Spartans  | 0 - 1 | 1 - 2  |

## Huitièmes de finale
| Équipe 1        | Résultat | Équipe 2           | Aller | Retour |
| --------------- | -------- | ------------------ | ----- | ------ |
| Bayern Munich   | 4 - 3    | AFD Trakia Plovdiv | 4 - 1 | 0 - 2  |
| AS Rome         | 3 - 0    | Wrexham AFC        | 2 - 0 | 1 - 0  |
| TJIS Bratislava | 0 - 4    | Everton            | 0 - 1 | 0 - 3  |
| Fortuna Sittard | 3 - 2    | Wisła Cracovie     | 2 - 0 | 1 - 2  |
| Dynamo Dresde   | 3 - 1    | FC Metz            | 3 - 1 | 0 - 0  |
| Rapid Vienne    | 4 - 1    | Celtic Glasgow     | 3 - 1 | 1 - 0  |
| AEL Larissa     | 3 - 1    | Servette FC        | 2 - 1 | 1 - 0  |
| Dynamo Moscou   | 6 - 0    | Ħamrun Spartans    | 5 - 0 | 1 - 0  |

## Quarts de finale
| Équipe 1      | Résultat | Équipe 2        | Aller | Retour |
| ------------- | -------- | --------------- | ----- | ------ |
| Bayern Munich | 4 - 1    | AS Rome         | 2 - 0 | 2 - 1  |
| Everton       | 5 - 0    | Fortuna Sittard | 3 - 0 | 2 - 0  |
| Dynamo Dresde | 3 - 5    | Rapid Vienne    | 3 - 0 | 0 - 5  |
| AEL Larissa   | 0 - 1    | Dynamo Moscou   | 0 - 0 | 0 - 1  |

## Demi-finales
| Équipe 1      | Résultat | Équipe 2      | Aller | Retour |
| ------------- | -------- | ------------- | ----- | ------ |
| Bayern Munich | 1 - 3    | Everton       | 0 - 0 | 1 - 3  |
| Rapid Vienne  | 4 - 2    | Dynamo Moscou | 3 - 1 | 1 - 1  |

## Finale
| Équipe 1 | Résultat | Équipe 2     |
| -------- | -------- | ------------ |
| Everton  | 3 - 1    | Rapid Vienne |